# Abbildungstiefe
Die Abbildungstiefe (im englischen depth of focus, DOF) ist derjenige Bereich im Bildraum eines abbildenden optischen Systems (der Bildraum ist in Lichtrichtung hinter dem Objektiv), in dem ein hinreichend scharfes Bild eines fokussierten Objektes entsteht. Sie kann mehrere parallele oder räumlich schräge Schärfeebenen umfassen.
Das bedeutet, die Bildebene (ein Bildsensor, ein fotografischer Film) kann im Bereich der Abbildungstiefe verschoben werden, ohne dass das Bild eines Objektes merklich unscharf wird. Dies kann mit Tilt-und-Shift-Objektiven und Fachkameras bewerkstelligt und so photografisch genutzt werden.
Die Abbildungstiefe stellt damit das Gegenstück zur Schärfentiefe (engl. depth of field, DOF) dar, denn diese ist der Bereich im Objektraum (also vor dem Objektiv), welcher auf der Bildebene hinreichend scharf abgebildet wird.
Der Bereich vor und hinter der Fokusebene, in dem das Bild scharf fotografiert werden kann, wird linke bzw. rechte Abbildungstiefe genannt. Zusammen ergeben sie die (Gesamt-)Abbildungstiefe.

## Berechnung der Abbildungstiefe

### Begriffsdefinition
- Brennweite: {\displaystyle f}
- Durchmesser der Austrittspupille: {\displaystyle D}
- Bildweite: {\displaystyle b}
- Blendenzahl:  {\displaystyle k}
- Durchmesser des Zerstreuungskreises: {\displaystyle Z}
- rechte bzw. linke Abbildungstiefe: {\displaystyle b_{\pm }}

### Herleitung
Aus einfachen geometrischen Überlegungen ergibt sich zunächst folgende Beziehung:
{\displaystyle {\frac {db_{\pm }}{Z}}={\frac {b}{D}}={\frac {f\cdot b}{f\cdot D}}={\frac {b}{f}}\cdot k}
und somit für die rechte bzw. linke Abbildungtiefe:
{\displaystyle db_{\pm }={\frac {b}{f}}\cdot k\cdot Z}.
Für die Gesamtabbildungtiefe gilt dann: {\displaystyle db_{ges}=db_{-}+db_{+}=2\cdot {\frac {b}{f}}\cdot k\cdot Z}.
Mittels des Abbildungsmaßstabs {\displaystyle m={\frac {b}{g}}} und der Linsengleichung {\displaystyle g={\frac {g\cdot f}{b-f}}} lässt sich {\displaystyle b} aus den Gleichungen eliminieren:
{\displaystyle db_{\pm }=(m+1)\cdot k\cdot Z}.
Abgesehen von der Makrofotografie ist der Abbildungsmaßstab ausreichend klein ({\displaystyle m\ll 1}), so dass die Formel vereinfacht zu:
{\displaystyle db_{\pm }\approx k\cdot Z}.
In den meisten Fällen ist die Differenz dieser einfachen Näherung zur exakten Formel nicht signifikant. Zudem ist die so berechnete Abbildungstiefe immer geringer als die tatsächliche, somit liegt man mit dieser Näherung immer auf der sicheren Seite.